# Martha Kelly
Martha Kelly, född 24 februari 1968 i Kalifornien, är en amerikansk skådespelare.
Grant har bland annat medverkat i TV-serierna Euphoria och Carol & The End of the World. Hon har även medverkar i filmen Spider-Man: Homecoming.

## Filmografi (i urval)
- 2017 –  Spider-Man: Homecoming
- 2022 – Euphoria (TV-serie)
- 2023 – Carol & The End of the World (TV-serie)
- 2025 – Poetic License